# Dunaújváros (distrikt)
Dunaújváros är ett distrikt i Ungern. Det ligger i provinsen Fejér, i den centrala delen av landet, 50 km söder om huvudstaden Budapest. Distriktets huvudort är Dunaújváros.